# Gray Dawn
 (octobre 2020).
Gray Dawn est un jeu vidéo de survival horror du studio de jeu indépendant roumain Interactive Stone. Il a été publié le 7 juin 2018.

## Synopsis
Le joueur rentre dans la peau d'un prêtre accusé d'avoir tuer un jeune garçon et ce dernier cherchant à prouver son innocence, il sera également pris par des possessions démoniaques et des apparitions divines,.

## Développement
Le jeu est en développement depuis 2015, et après une campagne de financement Kickstarter ratée avec seulement 2 542 € sur l'objectif de 50 000 €, il est sorti le 7 juin 2018 pour PC. L'incubateur/accélérateur de jeux basé à Bucarest Carbon a offert un financement pour le développement de Grey Dawn et a également contribué au mentorat et au soutien des relations publiques/marketing.
Le 13 juillet 2018, une mise à jour a été publiée comprenant une traduction allemande de Marcel Weyers ainsi qu'une traduction roumaine et hongroise,.

## Accueil
Gray Dawn a reçu une note de 5 étoiles sur 5 sur digitaldownloaded.net avec la critique de Ginny W. disant: "La vraie force de Gray Dawn réside loin de ses commandes décentes, sa capacité à fonctionner économiquement sur un PC tout en ayant l'air incroyable, et son emploi de l'horreur psychologique pour faire monter votre rythme cardiaque. Ce jeu se situe à la limite entre la représentation de la vraie religion dans un jeu et son utilisation comme commentaire astucieux, et l'efface complètement."
The Overpowered Noobs a donné une note de 7/10 et a noté que «Grey Dawn se qualifie de titre d'horreur, de thriller psychologique, et il en a certainement des éléments, mais il manque la course, la chasse et le méchant en général que de nombreux jeux dans le même genre."
Gamespace.com a fait l'éloge de "l'histoire engageante avec des rebondissements", mais a critiqué le doublage, l'iconographie religieuse et la conception du modèle de personnage, tout en disant: "Grey Dawn est fidèle à sa description d'être un thriller psychologique avec des éléments religieux, mais ne semble pas se concentrer sur les éléments religieux qu'il veut représenter."